# Володкевич, Елизавета Трофимовна
Елизавета Трофимовна Володкевич (28 марта 1923 — 17 июля 1999) — звеньевая колхоза имени Чапаева Воложинского района Минской области, Белорусская ССР. Герой Социалистического Труда.

## Биография
В 1949—1969 годах работала в колхозе имени Чапаева, с 1958 года — звеньевая льноводческого звена.
Указом Президиума Верховного Совета СССР от 28 мая 1960 года за получение высоких урожаев льна удостоена звания Героя Социалистического Труда с вручением ордена Ленина и золотой медали «Серп и Молот». Стала первым человеком в районе, который удостоился такого высокого звания.

## Награды
- орден Ленина
- Медаль «Серп и Молот»